# Batombé
Batombè (ou Batombe) est un village de la Région du Littoral du Cameroun, situé dans la commune d'Édéa Ier, sur l'ancien Nationale N°1 route vers Pouma.

## Population
En 1967, Batombé comptait 331 habitants, principalement des Bakoko. Lors du recensement de 2005, on y dénombrait 181 personnes. Aujourd'hui Batombè abrite près de 2000 âmes autochtones et allogènes.

## Personnalités nées à Batombè
Le père Simon Mpeke, plus connu sous le nom de Baba Simon, est né à Batombè en 1906 le Pr Roger Gabriel NLEP, l'illustre homme d'affaires et politique Joseph Alphonse BIBEHE, Le Ministre Jean Ernest Massena NGALLE BIBEHE.